# Baia di Barilari
La baia di Barilari (in inglese Barilari Bay), centrata alle coordinate (65°55′S 64°43′W), è una baia lunga circa 22 km e larga 11, situata sulla costa di Graham, nella parte occidentale della Terra di Graham, in Antartide. La baia è delimitata da capo Garcia e da punta Loqui.
Nella baia, o comunque nelle cale presenti sulle sue coste, si gettano diversi ghiacciai: il Bilgeri, il Birley, il Lawrie e il Weir.

## Storia
La baia di Barilari è stata scoperta durante la prima spedizione antartica francese al comando di Jean-Baptiste Charcot,  1903-05, che la battezzò in onore del contrammiraglio Atilio S. Barilari, della marina militare argentina. In seguito la baia è stata mappata più dettagliatamente nel 1935, durante la spedizione britannica nella Terra di Graham, 1934-37, al comando di John Rymill.